# Дентон Кулі
Дентон Артур Кулі (22 серпня 1920 — 18 листопада 2016) — американський кардіо- та кардіоторакальний хірург, який вперше провів операцію з пересадки людині штучного серця. Кулі також був засновником і головним хірургом Техаського інституту серця, керівником відділу серцево-судинної хірургії у клінічному партнерському медичному центрі Baylor St. Luke, консультантом із серцево-судинної хірургії у Техаській дитячій лікарні та клінічним професором хірургії у Техаському університеті охорони здоров'я Наукового центру у Х'юстоні.

## Школа та початок кар'єри
Кулі народився 22 серпня 1920 року у Х'юстоні та закінчив у 1941 році Техаський університет в Остіні (Юта), де він був членом братства Kappa Sigma та Texas Cowboys, грав у баскетбольній команді та займався зоологією. Він зацікавився хірургією під час кількох домедичних курсів, які він відвідував у коледжі, і почав свою медичну освіту у медичному відділенні Техаського університету у Галвестоні. Він здобув медичний ступінь і пройшов хірургічну підготовку у Медичній школі Джонса Гопкінса у Балтіморі, штат Меріленд, де також проходив стажування. В Університеті Джона Гопкінса він працював з доктором Альфредом Блелоком і був асистентом під час першої процедури «Blue Baby» для виправлення вродженої вади серця немовляти.
У 1946 році Кулі призвали на військову службу в армійський медичний корпус, де він очолив хірургічну службу у гарнізонному шпиталі у Лінці, Австрія. У 1948 році він був звільнений у званні капітана та повернувся в університет Джона Гопкінса для проходження ординатури та продовжити кар'єру як викладач хірургії. У 1950 році він переїхав до Лондона, щоб працювати з Расселом Броком.

## Основні події кар'єри
У 1950-х роках Кулі повернувся до Х'юстона та став доцентом хірургії у Медичному коледжі Бейлора та працював в його дочірній установі Методичній лікарні. Кулі почав працювати з американським кардіохірургом, вченим і педагогом-медиком Майклом Еллісом ДеБейкі. Протягом цього часу він займався розробкою нового методу видалення аневризми аорти, опуклих слабких місць, які можуть утворитися у стінці артерії.
У 1960 році Кулі продовжив практику у єпископальної лікарні Святого Луки, не полишаючи викладання у коледжі. У 1962 році на приватні кошти він заснував Техаський інститут серця і, після суперечки з ДеБейкі, залишив свою посаду у коледжі у 1969 році.
З початку 1960-х років він продемонстрував майстерність як хірурга успішно провівши низку безкровних операцій на відкритому серці пацієнтам Свідків Єгови.
Він з колегами працював над розробкою нових штучних клапанів серця з 1962 до 1967 рік. За цей період смертність після трансплантації клапанів серця знизилась з 70 % до 8 %. У 1969 році він став першим кардіохірургом, який імплантував штучне серце, сконструйоване Домінго Ліоттою. Пацієнт, Гаскелл Карп, прожив після операції 65 годин. Наступного року, у 1970 році, «він виконав першу імплантацію штучного серця людині, ставши першим хірургом, у якого на момент проведення операції не було потрібного донорського органу для пацієнта».

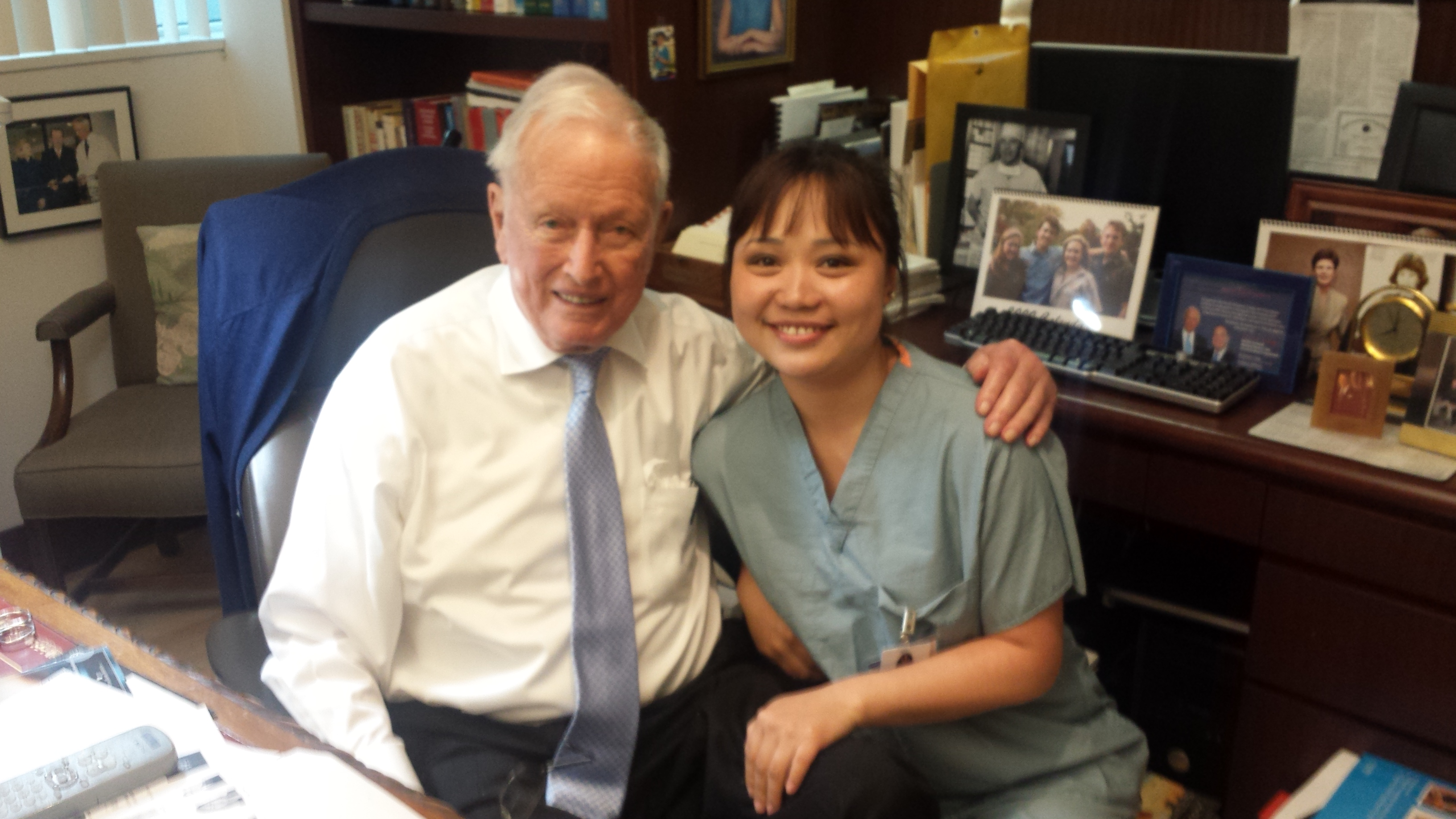
Кулі зі студентом-медиком у березні 2015 року

13 березня 1972 року у Техаському кардіологічному інституті жителі та стипендіати Кулі заснували на його честь товариство серцево-судинної хірургії Дентона А. Кулі. Президент-засновник Філіп С. Чуа створив товариство для сприяння академічного, професійного та особистого зросту кардіохірургів США та усьому світу шляхом проведення наукових семінарів і симпозіумів. Понад 900 кардіохірургів із понад 50 країн світу є членами Товариства серцево-судинної хірургії Дентона А. Кулі. У фільмі HBO «Творіння Господнє» Кулі зіграв Тімоті Дж. Сканлін-молодший.
Під час президентських виборів у США 2000 року тодішній кандидат Джордж Буш попросив Кулі переглянути медичні документи кандидата у віцепрезиденти Діка Чейні, зокрема щодо стану його хронічного захворювання серця.

## Особисте життя
Серед інтересів Кулі були баскетбол, у який він грав у середній школі й у складі чоловічої баскетбольної команди UT (1939—1941), а також гольф, яким він захопився з юності та грав протягом 68 років. На його честь було названо тренувальний центр чоловічої та жіночої баскетбольних команд UT, павільйон Дентона А. Кулі, відкритий у 2003 році. Серед інших зовнішніх інтересів Кулі грав на контрабасі у свінг-гурті «The Heartbeats» з 1965 року до початку 1970-х років.
Повідомляється, що Кулі відповів ствердно, коли адвокат під час судового розгляду запитав його, чи вважає він себе найкращим кардіохірургом у світі. — Вам не здається, що це досить нескромно? — відповів адвокат. «Можливо», — відповів Кулі. — Але пам'ятайте, що я під присягою.
У 1988 році Кулі подав заяву про банкрутство, посилаючись на борги за нерухомість під час падіння ринку.
Кулі та кардіохірург Майкл Елліс ДеБейкі мали професійне суперництво, яке тривало понад 40 років; вони примирилися у 2007 році, коли ДеБейкі було 99 років, а Кулі — 87. Кулі помер 18 листопада 2016 року у віці 96 років.

## Відзнаки та нагороди
- «Золота тарілка» Американської академії досягнень у 1968 році[29]
- У 1980 році отримав премію Теодора Рузвельта[30]
- Президентська медаль Свободи вручена Рональдом Рейганом у 1984 році[31]
- Премія Рене Леріша 1967 року, найвища нагорода Міжнародного хірургічного товариства[32]
- Нагороджений Біллом Клінтоном Національною медаллю технологій та інновацій у 1998 році[33]
- У 2000 році отримав міжнародну премію «Grand Hamdan International Award — серцево-судинна медицина та хірургія» від Hamdan Medical Award[34]
- Член Сербської академії наук і мистецтв у відділі медичних наук.